# Anacamptodes albigenaria
Anacamptodes albigenaria là một loài bướm đêm trong họ Geometridae.